# Кемулария, Шалва Лаврентьевич
Шалва Лаврентьевич Кемулария (1926, село Ахали-Хибула, Зугдидский уезд, ССР Грузия — неизвестно, село Ахалхибула) — председатель колхоза имени Кирова Хобского района, Грузинская ССР. Герой Социалистического Труда (1978).

## Биография
Родился в 1926 году в крестьянской семье в селе Ахали-Хибула. После окончания восьмилетней школы трудился в местном колхозе. Был секретарём колхозной комсомольской организации. С 1945 года обучался на математическом факультете Батумского государственного педагогического института, по окончании которого в 1950 года преподавал физику в родном селе. С 1951 года — учитель в средней школы в селе Саджиджао. С 1953 года — директор 8-летней школы в селе Зуби.
В 1956 году избран председателем колхоза имени Кирова Хобского района. За годы СемилеткаСемилетки (1959—1965) вывел колхоз в число передовых сельскохозяйственных предприятий Хобского района, за что был награждён Орденом Ленина. Окончил заочное отделение сельскохозяйственного факультета Батумского государственного педагогического института.
В 1977 году колхоз сдал государству 1256 тонн сортового чайного листа вместо запланированных 845 тонн. Было собрано в среднем с каждого гектара по 59 центнеров кукурузы на 375 гектарах и получено 400 тонн зерна кукурузы вместо 119 тонн запланированных. На колхозной молочно-товарной ферме получили 220 тысяч тонн молока вместо 175 тысяч запланированных тонн. Указом Президиума Верховного Совета СССР от 22 февраля 1978 года удостоен звания Героя Социалистического Труда за «выдающиеся успехи, достигнутые во Всесоюзном социалистическом соревновании, проявленную трудовую доблесть в выполнении планов и социалистических обязательств по увеличению производства и продажи государству продуктов земледелия в 1977 году» с вручением ордена Ленина и золотой медали «Серп и Молот» (№ 19011).
В последующие годы колхоз неоднократно участвовал в работе Всесоюзной выставке ВДНХ. В 1985 году был награждён Золотой медалью ВДНХ. За выдающиеся трудовые достижения по итогам работы колхоза в 1985 году удостоился Ордена дружбы народов.
После выхода на пенсию проживал в родном селе Ахалхибула. Дата смерти не установлена.
Награды
- Герой Социалистического Труда
- Орден Ленина — дважды (02.04.1966; 1978)
- Орден «Знак Почёта» (14.12.1972)
- Орден Дружбы народов (07.07.1986)
- Золотая медаль ВДНХ (11.07.1985)